# T. Mewburn Crook

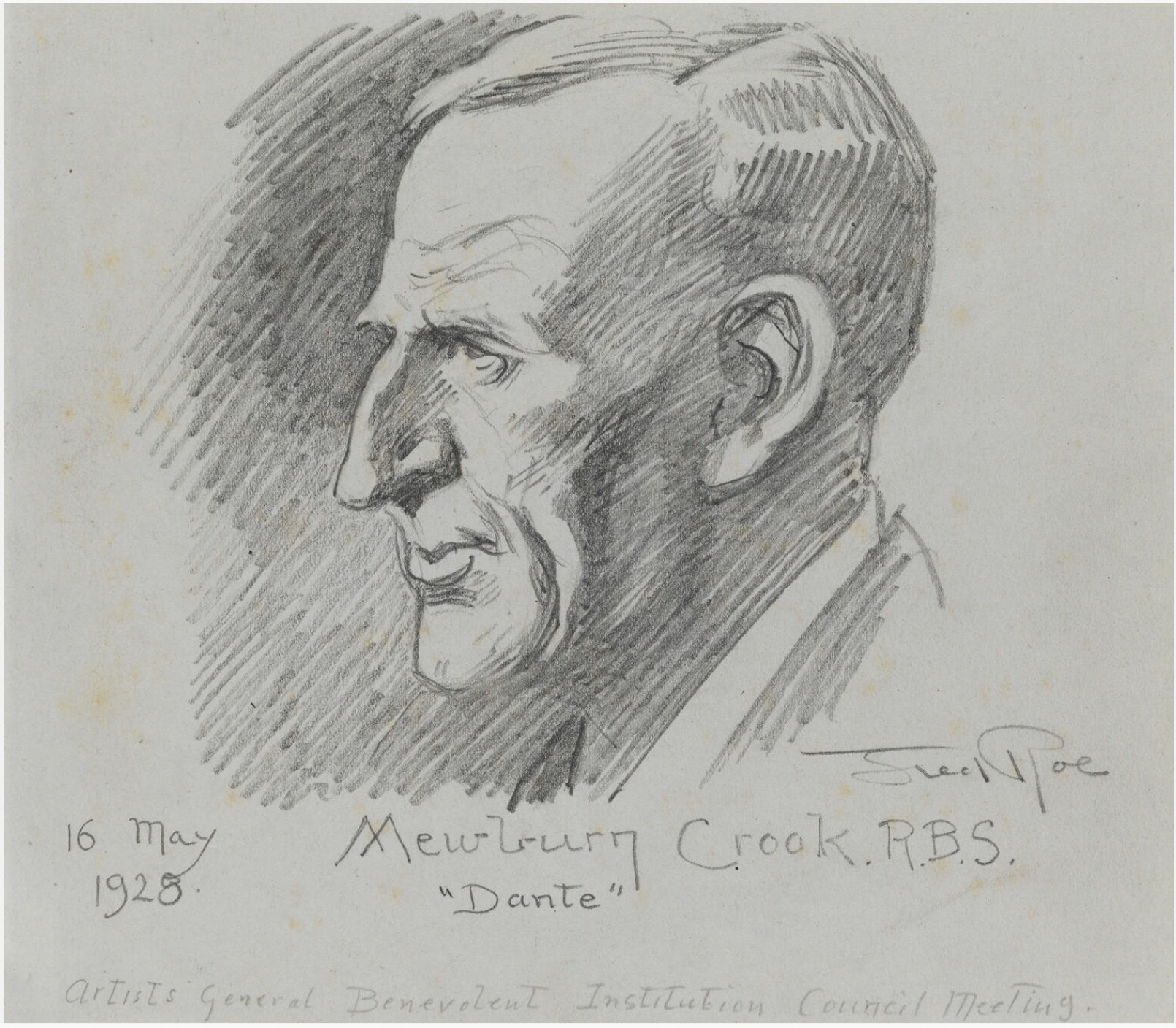
Thomas Mewburn Crook von Frederic 'Fred' Roe (1864–1947), 1928

Thomas Mewburn Crook (* 4. Dezember 1869 in Tonge Moor, Bolton, England; † 18. Januar 1949 in Chiswick, London) war ein englischer Bildhauer, der vor allem für seine Porträts und religiösen Skulpturen bekannt war. Viele seiner Werke wurden in der Royal Academy of Arts ausgestellt. Sein Stil zeichnet sich durch eine Mischung aus klassizistischer Formensprache und Jugendstileinflüssen aus.

## Leben
Thomas Mewburn Crook wurde als Sohn des Baumwollhändlers James Crook und seiner Frau Dinah (geb. Hamilton) geboren. Er besuchte die Xavierian Collegiate School in Chorlton-on-Medlock und studierte anschließend an der Bolton Art School und der Manchester School of Art, wo er ein Art Master's Certificate erwarb. Anschließend setzte er seine Ausbildung am Royal College of Art in London fort, wo er von 1894 bis 1895 als Assistent des Modelliermeisters arbeitete. Ab 1896 unterrichtete er als Modelliermeister und Anatomielehrer an der Manchester School of Art. 1905 zog er mit seiner verwitweten Mutter und seinen Schwestern nach Chiswick im Westen Londons und richtete sich dort ein Atelier ein. Crook war ab 1902 Ehrenmitglied des Royal College of Art, wurde 1910 Mitglied der Royal Society of British Artists (deren Ehrensekretär er von 1913 bis nach dem Zweiten Weltkrieg war) und 1923 Fellow der Royal Society of British Sculptors. Er lebte bis zu seinem Tod 1949 in Chiswick.

## Werk

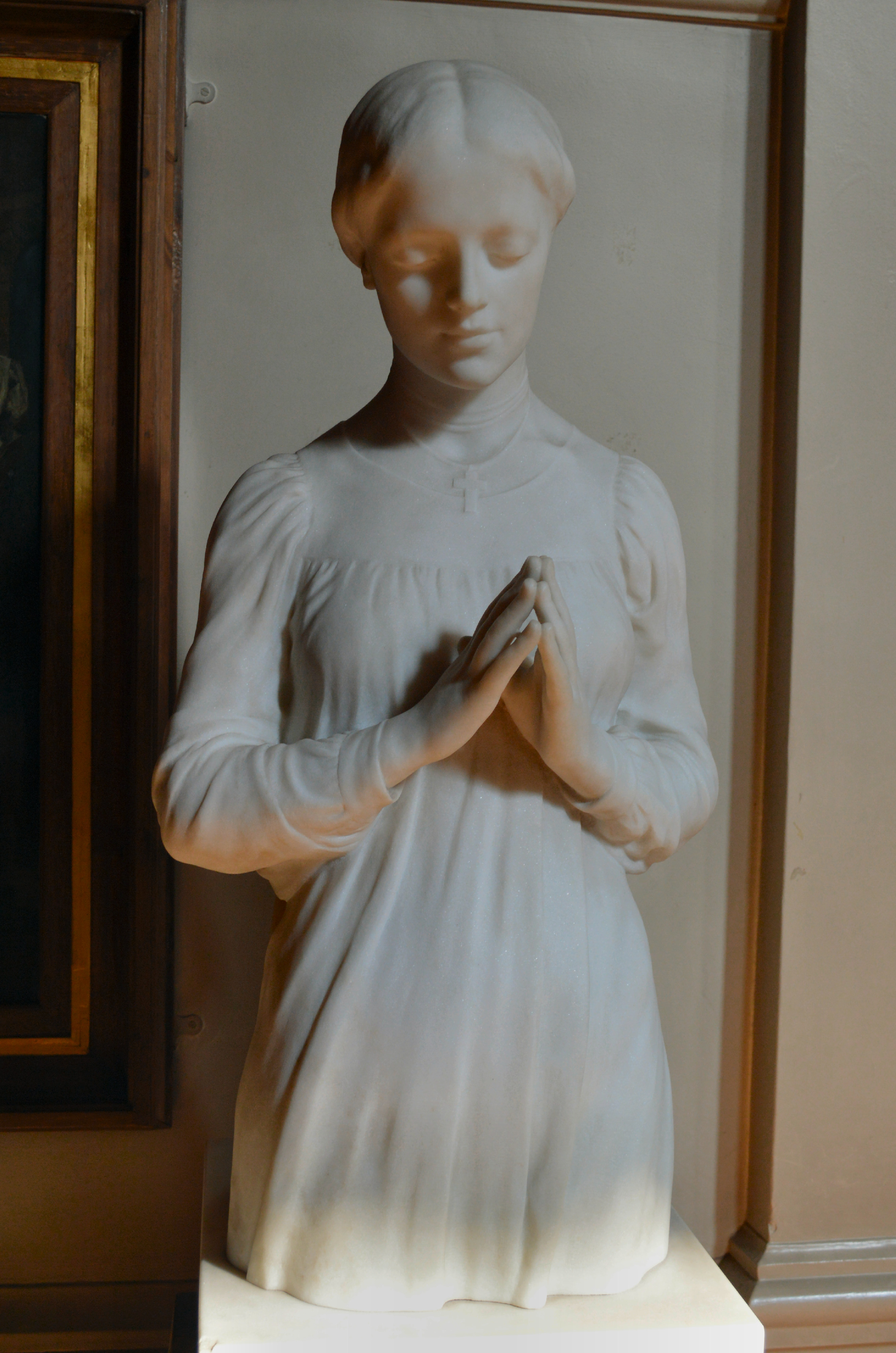
Prayer von T. Mewburn Crook (1904)

Crooks Werk umfasst idealisierte Figuren, Porträtbüsten, religiöse Skulpturen, Reliefs und Kriegsdenkmäler. Seine Werke befinden sich in zahlreichen Kirchen und öffentlichen Gebäuden in ganz Großbritannien. Zu seinen wichtigsten Werken zählen:
- Dekorative Reliefs für den Ratssaal der Manchester Municipal School of Technology (heute Teil der University of Manchester).
- Eine lebensgroße Gipsfigur des Heiligen Patrick für die Sacred Heart Church in Thornton-Cleveleys, Liverpool.
- Die Marmorstatue Prayer (1904), sein erstes Werk, das in der Royal Academy ausgestellt wurde.
- Marmordenkmal für Sir Thomas Picton im Rathaus von Cardiff.
- Skulpturen für St. Mary's Church in Wigan, St. Mark's Church in London und St. Catherine's Church in Rotherhithe.
- Kriegsdenkmäler in Streetly, Felixstowe, Caterham und Raynes Park.